# دانیه لبوتیلیه
دانیه لبوتیلیه (انگلیسی: Diane Lebouthillier) یک سیاست‌مدار اهل کانادا است. او وزیر عواید ملی کانادا است.